# Argument nazwany
Argument nazwany – argument kojarzony w kodzie źródłowym z odpowiednim parametrem zdefiniowanym w podprogramie, za pomocą nazwy (identyfikatora) tego parametru. W różnych językach komputerowych, w tym w szczególności w językach programowania, specyfikacja argumentu w wywołaniu podprogramu zdefiniowana jest w składni konkretnego języka. Najczęściej, po identyfikatorze podprogramu, wprowadza się listę argumentów, które są kojarzone z parametrami według kolejności na liście: pierwszy argument z pierwszym parametrem, drugi z drugim, itd. Istnieje jednak grupa języków komputerowych, w których można zastosować dowolną kolejność specyfikowania argumentów w wywołaniu podprogramu. Aby skojarzenie tak wprowadzonych argumentów było prawidłowe, tzn. dokonane zostało z odpowiednimi parametrami, przypisuje się je do odpowiednich parametrów, podając jawnie nazwy (identyfikatory) tychże parametrów.

## Zastosowanie argumentów nazwanych
Przykład w języku VBA:
```
Sub
 
Przyklad
(
A
 
As
 
Integer
,
 
B
 
As
 
Integer
)

...

End
 
Sub

...

' wywołanie procedury z pozycyjnym skojarzeniem argumentów z parametrami

Call
 
Przyklad
(
1
,
 
2
)

' wywołanie procedury z argumentami nazwanymi

Call
 
Przyklad
(
B
:
=
1
,
 
A
:
=
2
)

```

Zapis argumentu jako argumentu nazwanego może uprościć wywołanie podprogramu w przypadku większej liczby argumentów opcjonalnych, może także zwiększyć czytelność takiego kodu źródłowego.
```
Sub
 
Pr2
(
Optional
 
A
 
As
 
Integer
,
 
Optional
 
B
 
As
 
Integer
,
 
Optional
 
C
 
As
 
String
)

...

End
 
Sub

...

' wywołanie procedury z pozycyjnym skojarzeniem argumentów z parametrami, wymagane wstawienie pustych argumentów

Call
 
Pr2
(,,
"Hello"
)

' wywołanie procedury z argumentem nazwanym

Call
 
Pr2
(
C
:
=
"Hello"
)

```

## Języki programowania

### Języki skryptowe, znaczników
Argumenty nazwane szeroko są stosowane w językach skryptowych (zobacz niżej: Python), czy w językach znaczników (jak np. HTML). Także składnia wiki stosuje argumenty nazwane.
Przykład kodu zastosowanego na tej stronie z argumentami nazwanymi:
```
<
ref
 
group
=
"uwaga"
 
name
=
"nawias"
>

```

### Python
W języku Python implementacja mechanizmu argumentów nazwanych jest szczególnie prosta, co wynika z faktu, że w języku tym lista argumentów jest wbudowanego typu danych – słownika. Oznacza to, że nazwy parametrów są kluczami, a argumenty wartościami w słowniku. Można także tworzyć pozycyjną specyfikację listy argumentów.
Składnia:
```
podprogram
(
id_par
=
arg
[,
 
id_par2
=
arg_2
 
...
])

```

### Visual Basic
W języku Visual Basic i pochodnych jak VBA, można stosować argumenty nazwane. Po identyfikatorze parametru umieszcza się symbol ":=" i za nim argument nazwany.
Składnia:
```
Call
 
Podprogram
(
Idf_Param
:
=
Arg_1
 
[
,
 
Idf_Param_2
:
=
Arg_2
 
[
,
 
...
]]
)

```

### C#
W języku C# argumenty nazwane stosuje się analogicznie jak w Visual Basicu:
```
funkcja
(
Idf_Param
:
 
Arg_1
 
[,
 
Idf_Param_2
:
 
Arg_2
 
[,
 
...]])

```